# فهرست ترانه‌های ضبط‌شده توسط کیتی پری

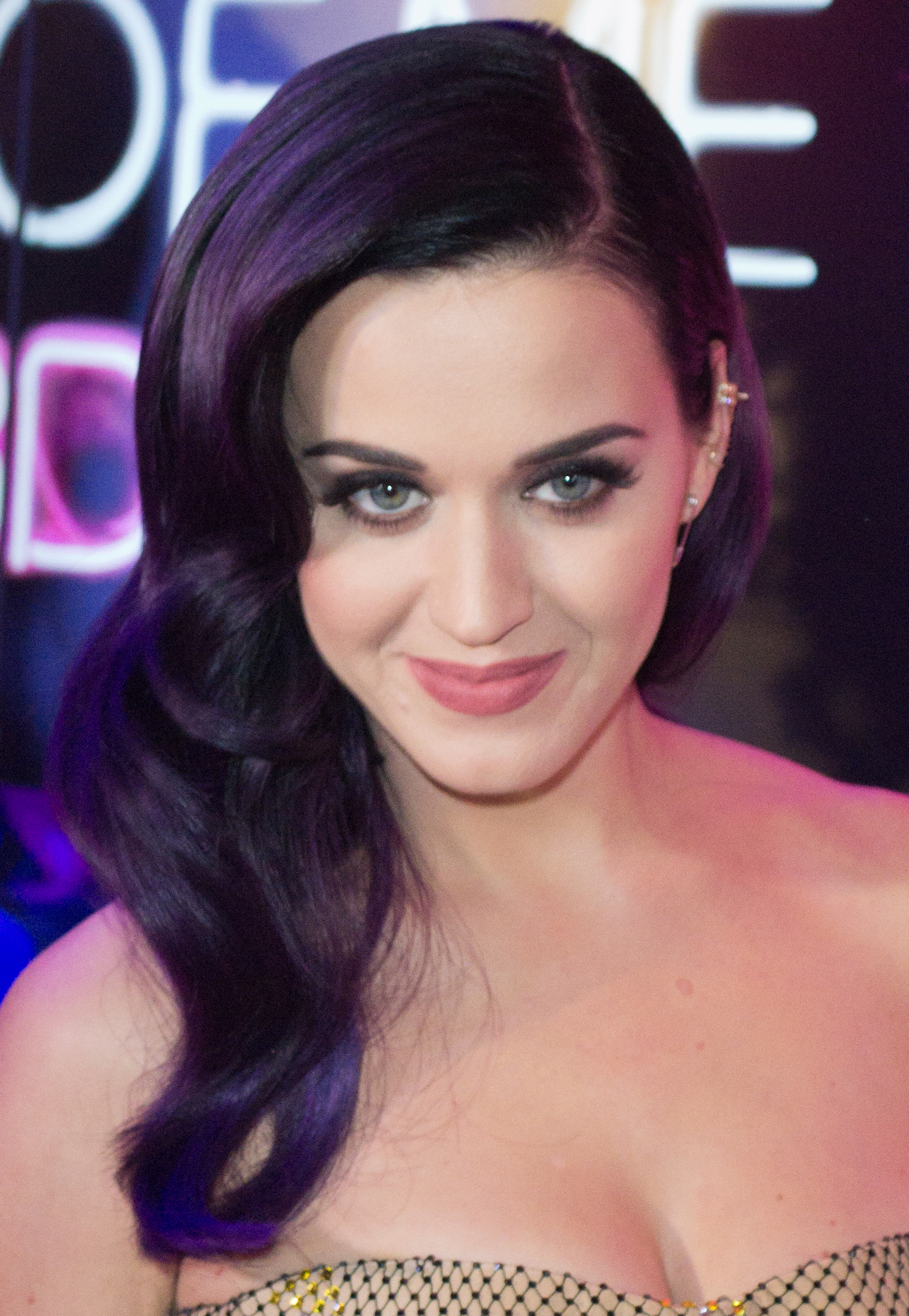
کیتی پری در نمایش افتتاحیه مستند کیتی پری: بخشی از من، ژوئن ۲۰۱۲ در استرالیا

کیتی پری، خواننده آمریکایی، تاکنون تعدادی ترانه از جمله ۳۴ تک‌آهنگ (شامل ۴ تک‌آهنگ به عنوان خواننده همراه) را در پنج آلبوم استودیویی و دو آلبوم چندآهنگه منتشر کرده‌است. پری گواهی فروش ۱۰۱ میلیون تک‌آهنگ دیجیتال و ۶ میلیون آلبوم در ایالات متحده را دریافت کرده‌است. وی همچنین طبق اعلام انجمن صنعت ضبط موسیقی ایالات متحده آمریکا (آرآی‌ای‌ای) پنجمین هنرمند پرفروش تک‌آهنگ‌های دیجیتال در ایالات متحده است. او تا سال ۲۰۱۸ بیش از ۱۸ میلیون آلبوم و ۱۲۵ میلیون تک‌آهنگ در سراسر جهان فروخته بود. پری در دوران کودکی در کلیسا آواز می‌خواند و در نوجوانی تصمیم به ورود به حرفهٔ موسیقی را گرفت.
کیتی پری در سال ۲۰۰۱ نخستین آلبوم استودیویی خود، کیتی هادسن، ۱۰ ترانه از جمله دو تک‌آهنگ «به من اعتماد کن» و «دنبال من بگرد» را منتشر کرد که از لحاظ تجاری، یک شکست بزرگ بود. پس از این شکست، پری با کپیتال رکوردز قرارداد بست در یکی از پسرها، دومین آلبوم استودیویی خود که در سال ۲۰۰۸ منتشر شد؛ ۱۲ ترانه از جمله چهار تک‌آهنگ «داغ و سرد»، «دختری را بوسیدم»، «فکر کردن به تو» و «بیداری در وگاس» را منتشر کرد. حدود پنج میلیون نسخه از این آلبوم در سراسر جهان به فروش رفت و پری برای آن نامزد دو جایزه گرمی شد. در سال ۲۰۰۹ پری آلبوم زندهٔ ام‌تی‌وی آنپلاگد شامل ۵ ترانهٔ آکوستیک از آلبوم قبلی و دو ترانهٔ جدید «آجر به آجر» و «هاکنسک» را منتشر کرد.
رؤیای نوجوانی سومین آلبوم استودیویی کیتی پری بود که در اوت ۲۰۱۰ منتشر شد و در جدول بیلبورد ۲۰۰ مقام اول را به‌دست آورد. پنج تک‌آهنگ «دختران کالیفرنیا» (با همراهی اسنوپ داگ)، «رویای نوجوانی»، «آتش بازی»، «ئی.تی.» (به همراهی کانیه وست) و «جمعه شب گذشته» از شش تک‌آهنگ این آلبوم در جدول ۱۰۰ آهنگ داغ بیلبورد شماره یک شدند و خود آلبوم نیز نامزد دو جایزه گرمی در پنجاه و سومین مراسم گرمی شد. رؤیای نوجوانی: شیرینی کامل آلبومی دوباره منتشرشده از آلبوم رؤیای نوجوانی شامل سه آهنگ جدید از جمله دو تک‌آهنگ «بخشی از من» و «کاملاً هوشیار» بود که توانست به موفقیت‌هایی در سطح بین‌المللی دست پیدا کند.
منشور چهارمین آلبوم استودیویی کیتی پری بود که در سال ۲۰۱۳ منتشر شد. «غرش» اولین تک‌آهنگ این آلبوم بود که موفقیت زیادی یافت و در جدول ۱۰۰ آهنگ داغ بیلبورد اول شد. «بدون شرط» و «اسب تیره» سایر تک‌آهنگ‌های این آلبوم بودند که وارد جدول‌های بین‌المللی شدند و «اسب تیره» در در جدول ۱۰۰ آهنگ داغ بیلبورد به رتبه یک رسید. «زادروز» و «این‌جوری انجامش می‌دهیم» نیز سایر تک‌آهنگ‌های این آلبوم بودند. پری در در ۱۴ ژوئیه ۲۰۱۶ تک‌آهنگ «بالا رفتن» را به عنوان سرود بازی‌های المپیک تابستانی ۲۰۱۶ منتشر کرد.
گواه پنجمین آلبوم وی در سال ۲۰۱۷ منتشر شد و در آمریکا به مقام اول رسید. «زنجیرشده به ریتم» با همراهی اسکیپ مارلی، «نوش جان» با همراهی میگوس، «سوئیش سوئیش» با همراهی نیکی میناژ، «ذخیره به‌عنوان پیش‌نویس» و «هی هی هی» تک‌آهنگ‌های این آلبوم بودند. در همان سال کالوین هریس تک‌آهنگ «احساسات» را منتشر کرد که پری در آن با بیگ شان و فارل ویلیامز همکاری کرد. کیتی پری در سال ۲۰۱۸ نیز ترانه‌های «دست تکان دادن از پنجره»، «کریسمس کوچک راحت» و «شعله ابدی» و در سال ۲۰۱۹ تک‌آهنگ‌های همکاری «۳۶۵» با زد و «به آرامی» (ریمیکس) با ددی یانکی و اسنو و همچنین سه تک‌آهنگ «واقعا تموم نشده»، «صحبت کوتاه» و «هارلیز در هاوایی» را منتشر کرد. تک‌آهنگ «هیچوقت سفید نپوشیدم» نیز در سال ۲۰۲۰ توسط پری منتشر شد.

## فهرست

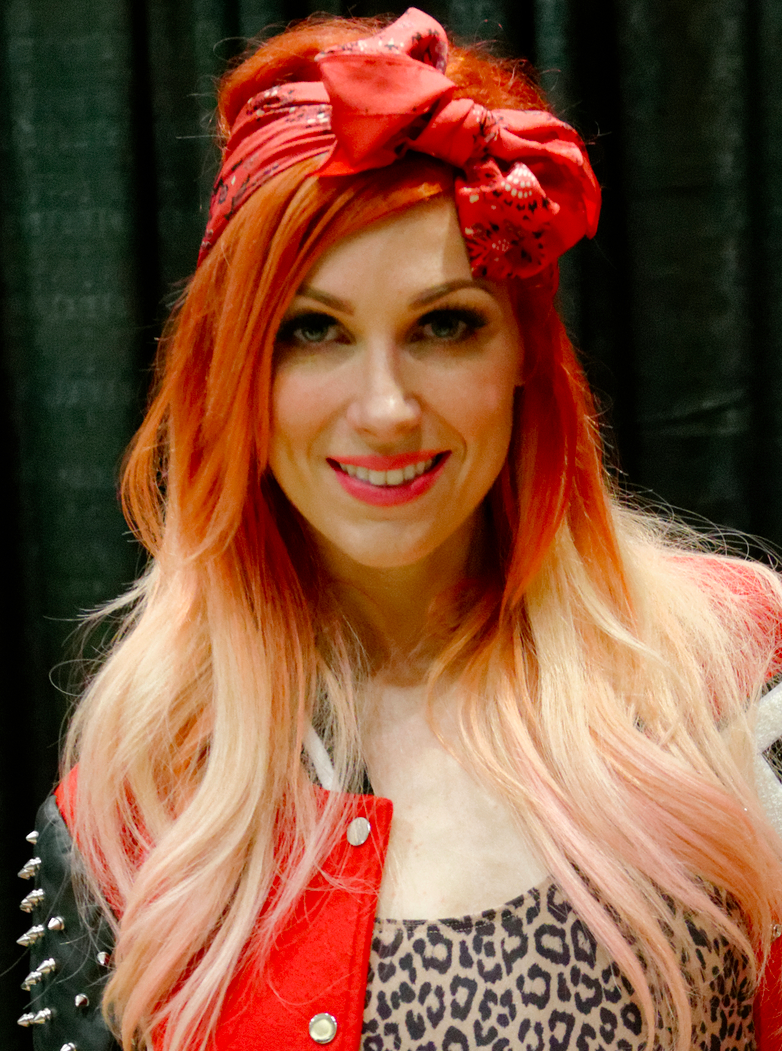
بونی مک‌کی که در نوشتن پنج تک‌آهنگ پری که در چارت آمریکا اول شده‌اند شرکت داشته‌است.

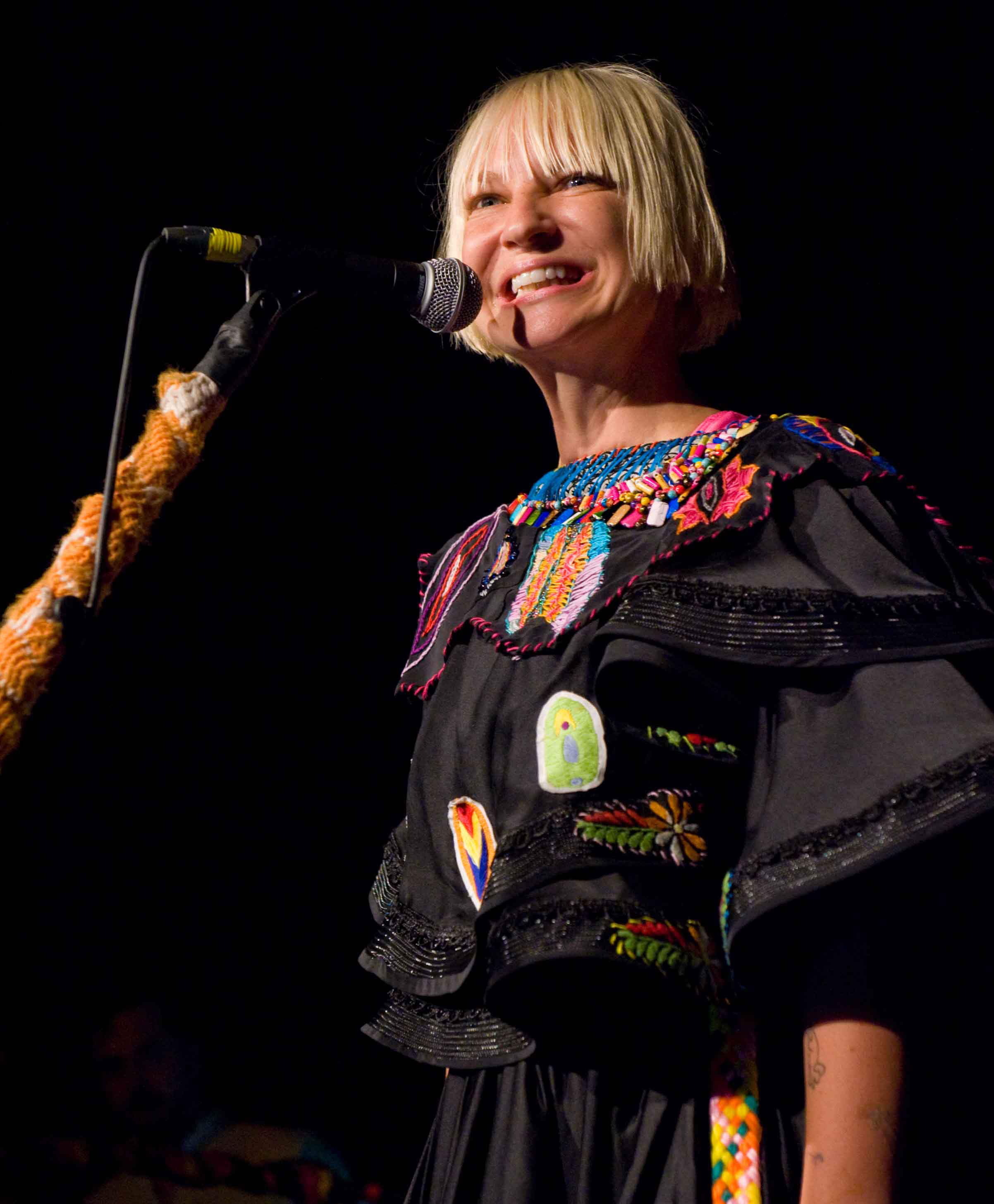
سیا فارلر که در نوشتن ترانهٔ «دو رنگین کمان» همکاری داشته‌است.

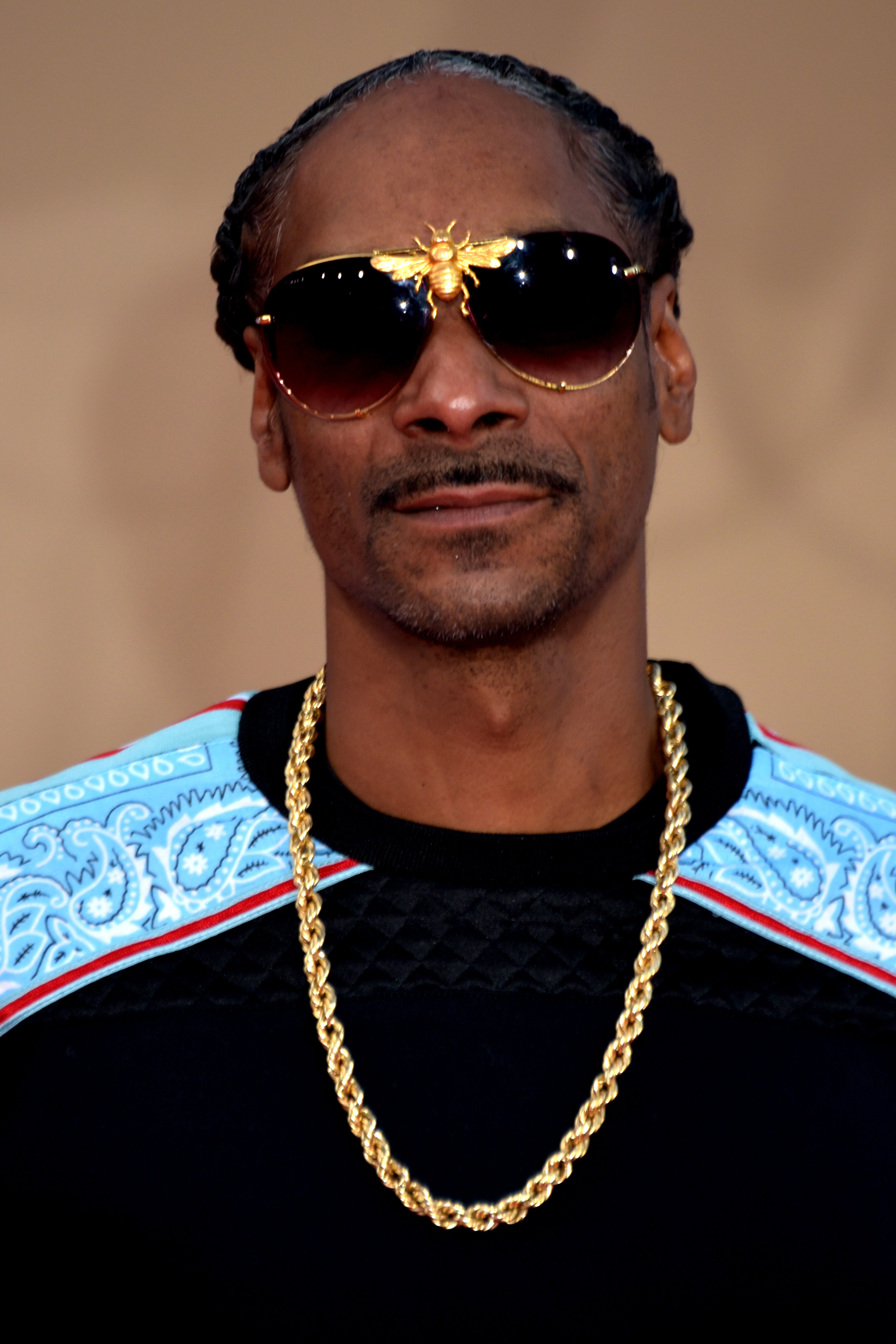
اسنوپ داگ که در نوشتن و خوانندگی ترانهٔ «دختران کالیفرنیا» همراهی داشته‌است.

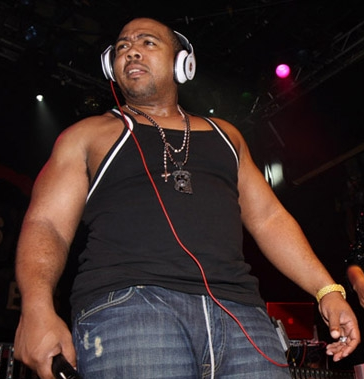
تیمبلند که پری با او در ترانه «اگه دوباره همدیگرو ببینیم» همکاری داشته‌است.

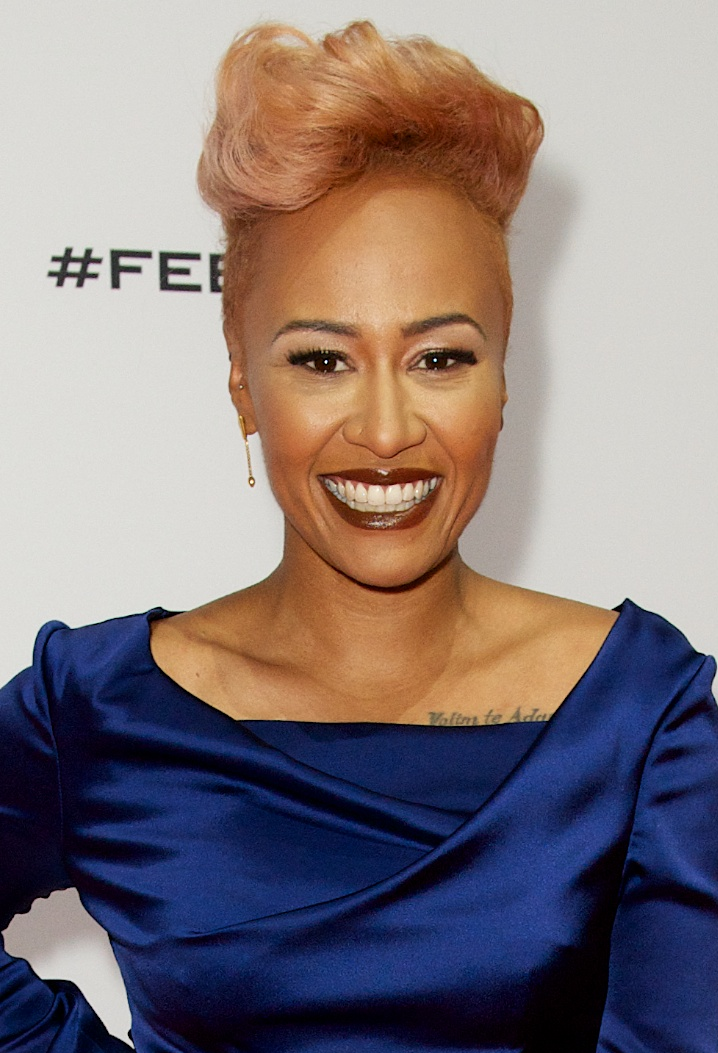
امیلی ساندی که در نوشتن ترانه «پای جفتمونه» همکاری داشته‌است.

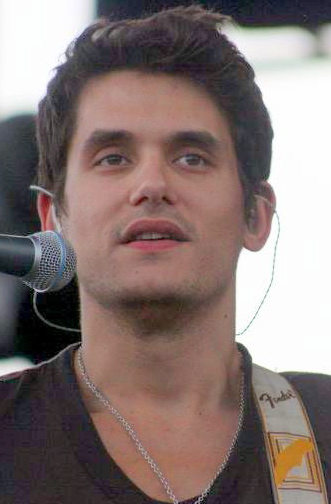
جان مایر که پری با او در خوانندگی ترانه «کسی که عاشقشی» همکاری داشته و او نیز در نوشتن ترانه «روحانی» با پری همکاری داشته‌است.

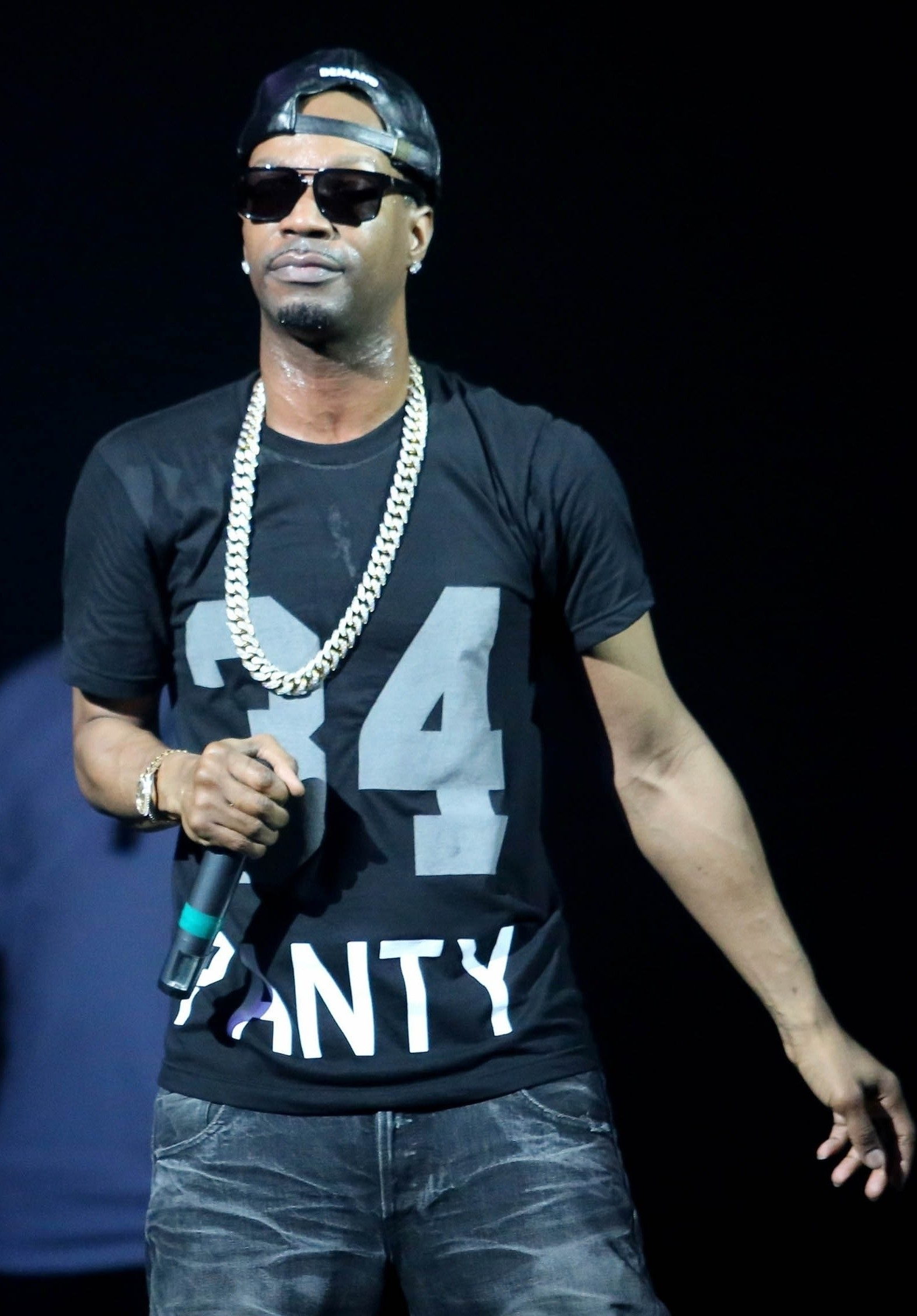
جوسی جی که با پری در نویسندگی و خوانندگی ترانهٔ «اسب تیره» همکاری داشته‌است.

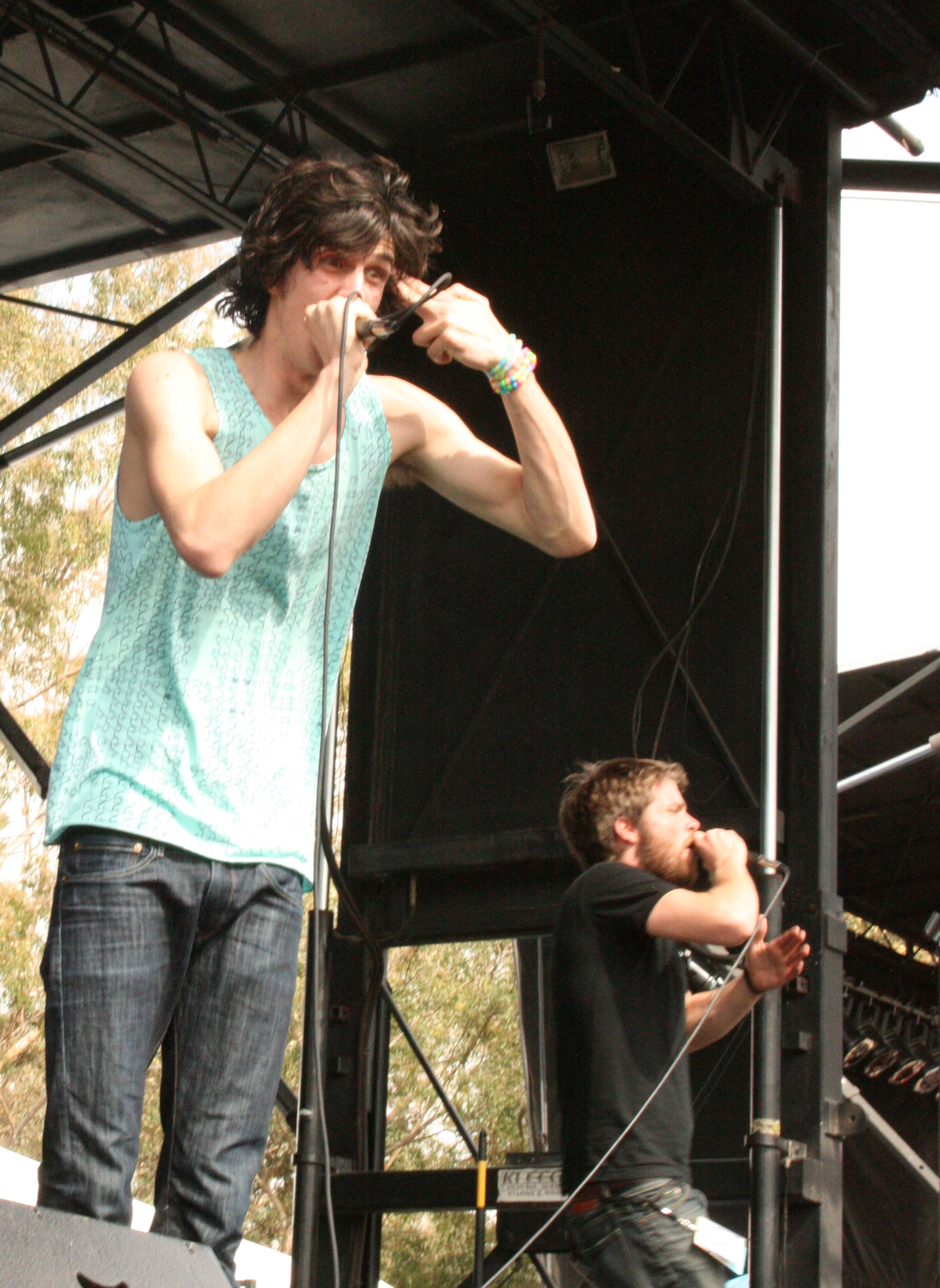
گروه تری‌اوه‌تری که با پری در خوانندگی ترانهٔ «استارزتراک» همکاری داشته‌اند.

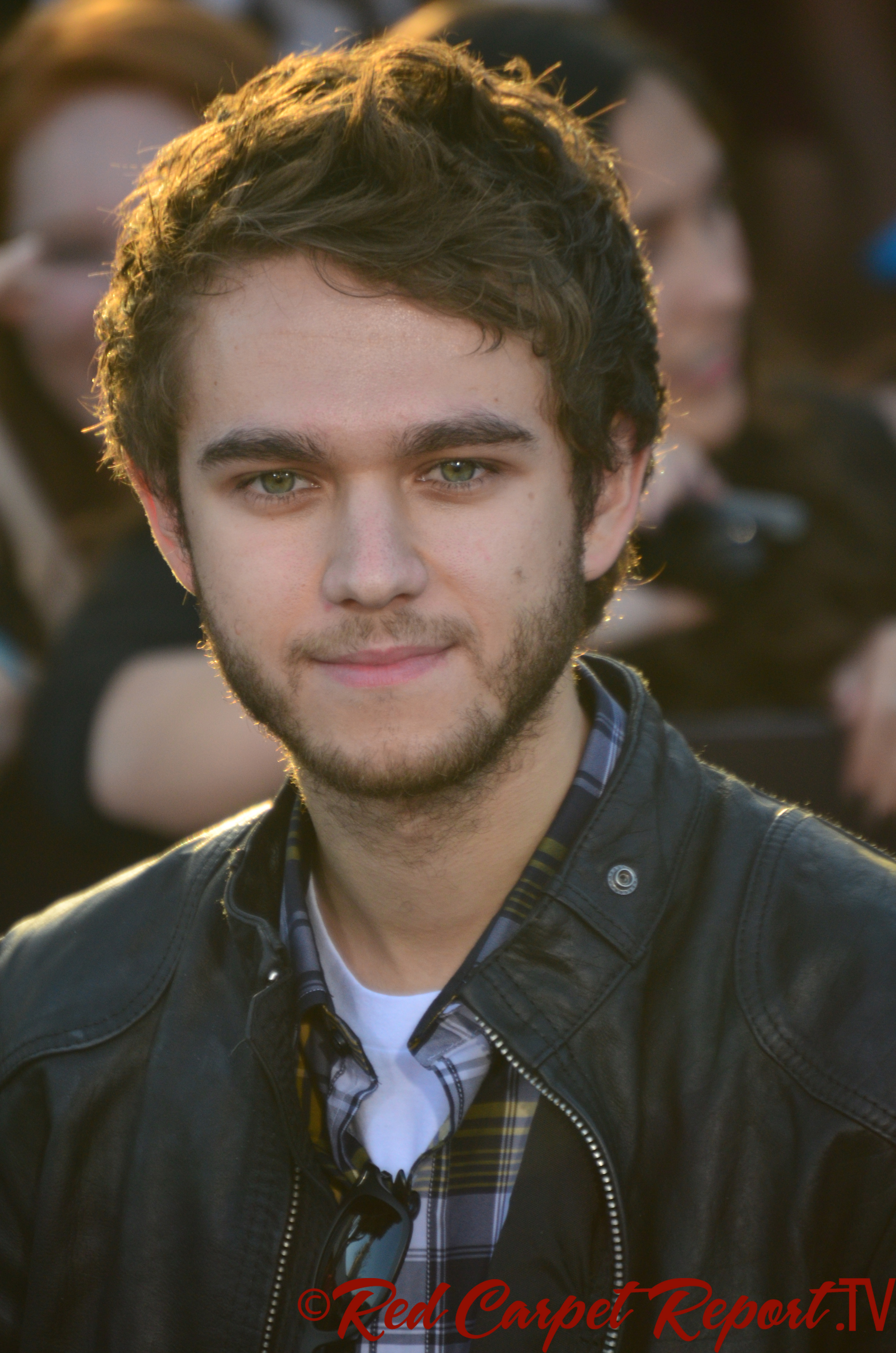
زد که در نویسندگی ترانهٔ «۳۶۵» و نویسندگی و تولید ترانهٔ «واقعاً تموم نشده» با پری همکاری داشته‌است.

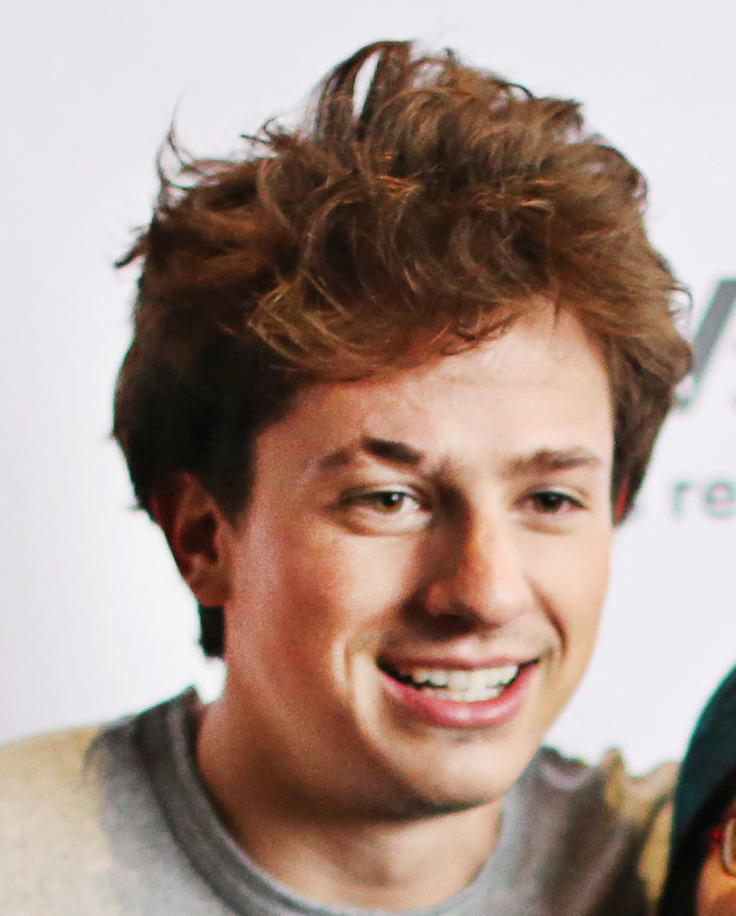
چارلی پوث که در نویسندگی و تولید ترانهٔ «صحبت کوتاه» با پری همکاری داشته‌است.

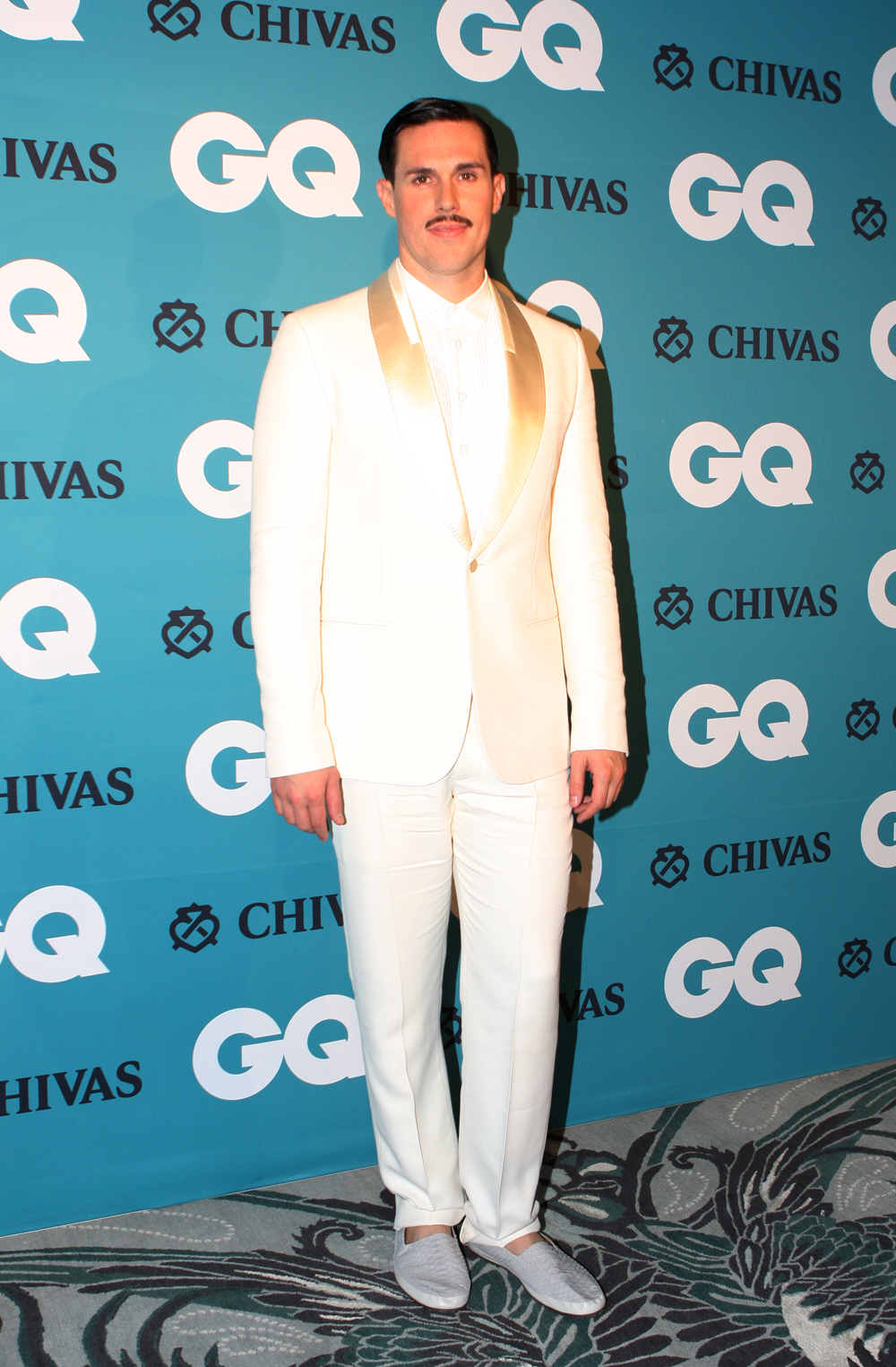
پری ترانهٔ «سیاه و طلایی» از سم اسپارو را بازخوانی کرده‌است.

| • | ترانه‌هایی که کیتی به تنهایی آن‌ها را نوشته‌است |

| ترانه                                                   | نویسنده(ها) | آلبوم                                                   | سال  | منبع                 |
| ------------------------------------------------------- | --- | ------------------------------------------------------- | ---- | -------------------- |
| «۳۶۵» (با زد)                                           | آنتون زاسلاوسکی کیتی پری کارولین آیلین کوری سندرز دانیل دیویدسن مایک هانسن پیتر والویک                              | مدار                                                    | ۲۰۱۹ | [ ۳۱ ]               |
| «آتش‌بازی»                                               | کیتی پری استر دین سندی ویلهم میکل استورلیر اریکسن و تور اریک هرمنسن                                                 | رویای نوجوانی                                           | ۲۰۱۰ | [ ۲۵ ]               |
| «آجر به آجر»                                            | کیتی پری گرگ ولز | ام‌تی‌وی آنپلاگد                                          | ۲۰۰۹ | [ ۶ ]                |
| «آخرین تماس»                                            | کیتی پری | کیتی هادسن                                              | ۲۰۰۱ | [ ۳۲ ]               |
| «آخرین شب جمعه (تی‌جی‌آی‌اف)»                              | کیتی پری لوکاز گوتوالد مکس مارتین بونی مک‌کی                                                                         | رویای نوجوانی                                           | ۲۰۱۰ | [ ۲۵ ]               |
| «آنکه رها کرد»                                          | کیتی پری لوکاز گوتوالد مکس مارتین                                                                                   | رویای نوجوانی                                           | ۲۰۱۰ | [ ۲۵ ]               |
| «آنکه رها کرد» (آکوستیک)                                | کیتی پری لوکاز گوتوالد مکس مارتین                                                                                   | رؤیای نوجوانی: شیرینی کامل                              | ۲۰۱۲ | [ ۳۳ ]               |
| «آونگ»                                                  | کیتی پری جف باسکر سارا هادسون                                                                                       | گواه                                                    | ۲۰۱۷ | [ ۳۴ ]               |
| «احساسات»                                               | آدام وایلز فارل ویلیامز بریتنی هزارد کیتی پری بیگ شان                                                               | جهش‌های وحشت آهنگ شماره ۱                                | ۲۰۱۷ | [ ۳۵ ]               |
| «اسب تیره» (با همکاری جوسی جی)                          | کیتی پری لوکاز گوتوالد مکس مارتین هنری والتر سارا تِرِسا هادسون جردن هیوستون                                          | منشور                                                   | ۲۰۱۳ | [ ۲۴ ]               |
| «استارزتراک» (تری‌اوه‌تری به همراهی کیتی پری)             | ناتانیل موته و شان فوریمن                                                                                           | خواستن                                                  | ۲۰۰۹ | [ ۳۶ ]               |
| «اسطوره‌ها هرگز نمی‌میرند» (فراس به همراهی کیتی پری)      | گرگ ولز فراس سارا تِرِسا هادسون                                                                                       | فراس                                                    | ۲۰۱۴ | [ ۳۷ ]               |
| «اگه میتونید به من بدید»                                | کیتی پری دِیو کاتز سم هُلندِر                                                                                          | یکی از پسرها                                            | ۲۰۰۸ | [ ۳۸ ]               |
| «اگه دوباره همدیگرو ببینیم» (تیمبلند به همراه کیتی پری) | تیموتی مازلی جیمز واشینگتن مایکل باسبی                                                                              | ارزش شوک ۲                                              | ۲۰۱۰ | [ ۲۶ ]               |
| «ایمان شکست نخواهد خورد»                                | کیتی پری مارک دیکسون                                                                                                | کیتی هادسن                                              | ۲۰۰۱ | [ ۳۲ ]               |
| «ای. تی»                                                | کیتی پری لوکاز گوتوالد مکس مارتین جوشا کلمن                                                                         | رویای نوجوانی                                           | ۲۰۱۰ | [ ۲۵ ]               |
| «این لحظه»                                              | کیتی پری بنجامین لوین میکل استورلیر اریکسن و تور اریک هرمنسن                                                        | منشور                                                   | ۲۰۱۳ | [ ۲۴ ]               |
| «این‌جوری انجامش می‌دهیم»                                 | کیتی پری مکس مارتین کلاس اوهلوند                                                                                    | منشور                                                   | ۲۰۱۳ | [ ۲۴ ]               |
| «بالا رفتن»                                             | کیتی پری | تک‌آهنگ بدون آلبوم                                       | ۲۰۱۶ | [ ۳۹ ]               |
| «بخشی از من»                                            | کیتی پری لوکاز گوتوالد مکس مارتین بونی مک‌کی                                                                         | رؤیای نوجوانی: شیرینی کامل                              | ۲۰۱۲ | [ ۳۳ ]               |
| «برای که زنده‌ام؟»                                       | کیتی پری کریستوفر تریکی استوارت مونت نوبل برایان تِلِستای                                                             | رویای نوجوانی                                           | ۲۰۱۰ | [ ۲۵ ]               |
| «بزرگتر از من»                                          | کیتی پری سارا هادسون کورین رودیک و مگان جیمز اسکار هالتر                                                            | گواه                                                    | ۲۰۱۷ | [ ۱۳ ]               |
| «به آرامی» (ریمیکس)                                     | دارین اوبرین ادموند داریل لیاری خوان سالیناس کیتی پری مایکل گریر اسکار سالیناس رامون آیالا شان لی مولتکه تری مولتکه | تک‌آهنگ بدون آلبوم                                       | ۲۰۱۹ | [ ۴۰ ]               |
| «به دنبال من بگرد»                                      | کیتی پری اسکات فِیرکلاف                                                                                              | کیتی هادسن                                              | ۲۰۰۱ | [ ۳۲ ]               |
| «به لطف خدا»                                            | کیتی پری گرگ ولز | منشور                                                   | ۲۰۱۳ | [ ۲۴ ]               |
| «به من اعتماد کن»                                       | کیتی پری مارک دیکسون                                                                                                | کیتی هادسن                                              | ۲۰۰۱ | [ ۳۲ ]               |
| «بی‌قیدوشرط»                                             | کیتی پری لوکاز گوتوالد مکس مارتین هنری والتر                                                                        | منشور                                                   | ۲۰۱۳ | [ ۲۴ ]               |
| «بیداری در وگاس»                                        | کیتی پری آندریاس کارلزسون دزموند چایلد                                                                              | یکی از پسرها                                            | ۲۰۰۸ | [ ۳۸ ]               |
| «بیشتر دلتنگت شدم»                                      | کیتی پری علی پیامی کورین رودیک و مگان جیمز سارا هادسون                                                              | گواه                                                    | ۲۰۱۷ | [ ۳۴ ]               |
| «تپش قلب مرغ مگس»                                       | کیتی پری کریستوفر تریکی استوارت مونت نوبل استیسی بارث                                                               | رویای نوجوانی                                           | ۲۰۱۰ | [ ۲۵ ]               |
| «تحمیل شده بر خود»                                      | کیتی پری ان پریون اسکات کاتلر                                                                                       | یکی از پسرها                                            | ۲۰۰۸ | [ ۳۸ ]               |
| «تف»                                                    | کیتی پری | کیتی هادسن                                              | ۲۰۰۱ | [ ۳۲ ]               |
| «پای جفتمونه»                                           | کیتی پری بنجامین لِوین امیلی ساندی میکل استورلیر اریکسن و تور اریک هرمنسن                                            | منشور                                                   | ۲۰۱۳ | [ ۲۴ ]               |
| «جنگت را انتخاب کن»                                     | کیتی پری گرگ ولز جاناتا بروک                                                                                        | منشور                                                   | ۲۰۱۳ | [ ۲۴ ]               |
| «حس الکتریکی»                                           | اندرو وانوینگاردن بن گلدواسر ویل برمن                                                                               | یکی از پسرها (ویرایش پلاتینی تور استرالیا) تور استرالیا | ۲۰۰۸ | [ ۴۱ ] [ ۴۲ ]        |
| «خیلی گی‌ای»                                             | کیتی پری گرگ ولز | خیلی گی‌ای (چندآهنگه) یکی از پسرها                       | ۲۰۰۸ | [ ۳۸ ] [ ۴۳ ] [ ۳۸ ] |
| «داغ و سرد»                                             | کیتی پری لوکاز گوتوالد مکس مارتین                                                                                   | یکی از پسرها                                            | ۲۰۰۸ | [ ۳۸ ]               |
| «دایره تخلیه»                                           | کیتی پری کریستوفر تریکی استوارت مونت نوبل                                                                           | رویای نوجوانی                                           | ۲۰۱۰ | [ ۲۵ ]               |
| «دختران کالیفرنیا» (با همکاری اسنوپ داگ)                | کیتی پری لوکاز گوتوالد مکس مارتین بونی مک‌کی کالوین بروداس                                                           | رویای نوجوانی                                           | ۲۰۱۰ | [ ۲۵ ]               |
| «دختری را بوسیدم»                                       | کیتی پری لوکاز گوتوالد مکس مارتین کتی دنیس                                                                          | یکی از پسرها                                            | ۲۰۰۸ | [ ۳۸ ]               |
| «دردهای در حال رشد»                                     | کیتی پری مارک دیکسون                                                                                                | کیتی هادسن                                              | ۲۰۰۱ | [ ۳۲ ]               |
| «درگیری ذهنی»                                           | کیتی پری علی پیامی کورین رودیک و مگان جیمز سارا هادسون                                                              | گواه                                                    | ۲۰۱۷ | [ ۳۴ ]               |
| «درون من رو می‌بینی»                                     | کیتی پری الکسیس تیلور جو گودارد فراس                                                                                | گواه                                                    | ۲۰۱۷ | [ ۳۴ ]               |
| «دست تکان دادن از پنجره»                                | بنج پاسک جاستین پل                                                                                                  | ایون هنسن عزیز (نسخه لوکس)                              | ۲۰۱۸ | [ ۴۴ ]               |
| «دو رنگین کمان»                                         | کیتی پری سیا فارلر گرگ کورستین                                                                                      | منشور                                                   | ۲۰۱۳ | [ ۲۴ ]               |
| «دیزی بل (دوچرخه برای دو نفر ساخته شده)»                | هری داکر | دیزی بل                                                 | ۲۰۱۴ | [ ۴۵ ]               |
| «ذخیره به‌عنوان پیش‌نویس»                                 | کیتی پری الوف لئولو نونیه بائو دی‌جی مستارد مکس مارتین توآیس از نایس                                                 | گواه                                                    | ۲۰۱۷ | [ ۳۴ ]               |
| «ردپاها»                                                | کیتی پری گرگ ولز | یکی از پسرها                                            | ۲۰۰۸ | [ ۳۸ ]               |
| «رفتار کردن در حد سنم»                                  | کیتی پری ایلیا سلمان‌زاده رشنال مارک کرو                                                                             | گواه                                                    | ۲۰۱۷ | [ ۴۶ ]               |
| «رقص با شیطان»                                          | کیتی پری فلیکس اسنو                                                                                                 | گواه                                                    | ۲۰۱۷ | [ ۴۷ ]               |
| «روح»                                                   | کیتی پری لوکاز گوتوالد مکس مارتین بونی مک‌کی هنری والتر                                                              | منشور                                                   | ۲۰۱۳ | [ ۲۴ ]               |
| «روحانی»                                                | کیتی پری جان مایر گرگ کورستین                                                                                       | منشور                                                   | ۲۰۱۳ | [ ۲۴ ]               |
| «رولت»                                                  | کیتی پری مکس مارتین علی پیامی شلبک فراس                                                                             | گواه                                                    | ۲۰۱۷ | [ ۳۴ ]               |
| «رؤیای نوجوانی»                                         | کیتی پری لوکاز گوتوالد مکس مارتین بونی مک‌کی بنجامین لِوین                                                            | رویای نوجوانی                                           | ۲۰۱۰ | [ ۲۵ ]               |
| «زادروز»                                                | کیتی پری لوکاز گوتوالد مکس مارتین بونی مک‌کی هنری والتر                                                              | منشور                                                   | ۲۰۱۳ | [ ۲۴ ]               |
| «زنجیر شده به ریتم» (با همراهی اسکیپ مارلی)             | کیتی پری اسکیپ مارلی سیا فارلر مکس مارتین علی پیامی                                                                 | گواه                                                    | ۲۰۱۷ | [ ۳۴ ]               |
| «ساده»                                                  | کیتی پری گلن بالارد                                                                                                 | خواهری از سفر آرزوها                                    | ۲۰۰۵ | [ ۴۸ ]               |
| «سوراخ گوش»                                             | کیتی پری برایان وایت تامی کالیِر                                                                                     | کیتی هادسن                                              | ۲۰۰۱ | [ ۳۲ ]               |
| «سوئیش سوئیش» (با همراهی نیکی میناژ)                    | کیتی پری اونیکا میراژ آدام دایمنت سارا هادسون بریتنی هزارد                                                          | گواه                                                    | ۲۰۱۷ | [ ۳۴ ]               |
| «سیاه و طلایی»                                          | سم فالسون جسی راگ                                                                                                   | یکی از پسرها (ویرایش پلاتینی تور استرالیا) تور استرالیا | ۲۰۰۸ | [ ۴۱ ] [ ۴۲ ]        |
| «شعله ابدی»                                             | کیتی پری | تک‌آهنگ بدون آلبوم                                       | ۲۰۱۸ | [ ۴۹ ]               |
| «صحبت کوتاه»                                            | کیتی پری چارلی پوث یوهان کارلزسون جیکوب کاشر هیندلین                                                                | تک‌آهنگ بدون آلبوم                                       | ۲۰۱۹ | [ ۵۰ ]               |
| «طاووس»                                                 | کیتی پری استر دین میکل استورلیر اریکسن و تور اریک هرمنسن                                                            | رویای نوجوانی                                           | ۲۰۱۰ | [ ۲۵ ]               |
| «طبیعتاً»                                                | کیتی پری اسکات فِیرکلاف                                                                                              | کیتی هادسن                                              | ۲۰۰۱ | [ ۳۲ ]               |
| «عشاق افسانه‌ای»                                         | کیتی پری لوکاز گوتوالد مکس مارتین بونی مک‌کی هنری والتر                                                              | منشور                                                   | ۲۰۱۳ | [ ۲۴ ]               |
| «عشقت را به کار ببر»                                    | جان اسپینکس کیتی پری                                                                                                | خیلی گی‌ای (چندآهنگه)                                    | ۲۰۰۷ | [ ۴۳ ]               |
| «غرش»                                                   | کیتی پری لوکاز گوتوالد مکس مارتین بونی مک‌کی هنری واتلر                                                              | منشور                                                   | ۲۰۱۳ | [ ۲۴ ]               |
| «فکر می‌کنم آماده‌ام»                                     | کیتی پری تد برونر                                                                                                   | یکی از پسرها                                            | ۲۰۰۸ | [ ۳۸ ]               |
| «قبلاً این حس رو تجربه کردم»                             | کیتی پری هایدن جیمز فراس توماس استل                                                                                 | گواه                                                    | ۲۰۱۷ | [ ۳۴ ]               |
| «قدرت»                                                  | کیتی پری جک گرت | گواه                                                    | ۲۰۱۷ | [ ۳۴ ]               |
| «کاملاً هوشیار»                                          | کیتی پری لوکاز گوتوالد مکس مارتین بونی مک‌کی هنری والتر                                                              | رؤیای نوجوانی: شیرینی کامل                              | ۲۰۱۲ | [ ۳۳ ]               |
| «کریسمس کوچک راحت»                                      | کیتی پری گرگ ولز فراس القیسی                                                                                        | تک‌آهنگ بدون آلبوم                                       | ۲۰۱۸ | [ ۵۲ ]               |
| «کسی که عاشقشی» (جان مایر به همراه کیتی پری)            | جان مایر کیتی پری                                                                                                   | دره بهشت                                                | ۲۰۱۳ | [ ۲۷ ]               |
| «گل‌های مینا»                                            | کیتی پری جان بلیون جیکوب کاشر هیندلین مایکل پولاک جردن جانسون استفان جانسون                                         | ن/م                                                     | ۲۰۲۰ | [ ۵۳ ]               |
| «گم‌شده»                                                 | کیتی پری تد برونر                                                                                                   | خیلی گی‌ای (چندآهنگه) یکی از پسرها                       | ۲۰۰۸ | [ ۴۳ ] [ ۳۸ ]        |
| «گواه»                                                  | کیتی پری مکس مارتین سوان کوتچا علی پیامی                                                                            | گواه                                                    | ۲۰۱۷ | [ ۳۴ ]               |
| «لباس پوشیدن»                                           | کیتی پری کریستوفر تریکی استوارت مونت نوبل مت تیسون                                                                  | رؤیای نوجوانی: شیرینی کامل                              | ۲۰۱۲ | [ ۳۳ ]               |
| «لبخند بین‌المللی»                                       | کیتی پری لوکاز گوتوالد مکس مارتین هنری والتر                                                                        | منشور                                                   | ۲۰۱۳ | [ ۲۴ ]               |
| «مانکن»                                                 | کیتی پری | یکی از پسرها                                            | ۲۰۰۸ | [ ۳۸ ]               |
| «مرا دوست بدار»                                         | کیتی پری مکس مارتین کریستوفر بلادشای کارلزسون وینسنت پونتر منگوس لیندِهال                                            | منشور                                                   | ۲۰۱۳ | [ ۲۴ ]               |
| «مروارید»                                               | کیتی پری گرگ ولز | رویای نوجوانی                                           | ۲۰۱۰ | [ ۲۵ ]               |
| «من هنوز نفس می‌کشم»                                     | کیتی پری دیوید استوارت مت تیسون                                                                                     | یکی از پسرها                                            | ۲۰۰۸ | [ ۳۸ ]               |
| «نوش جان» (با همراهی میگوس)                             | کیتی پری میگوس مکس مارتین شلبک اسکار هالتر فراس                                                                     | گواه                                                    | ۲۰۱۷ | [ ۳۴ ]               |
| «نه مثل فیلم‌ها»                                         | کیتی پری گرگ ولز | رویای نوجوانی                                           | ۲۰۱۰ | [ ۲۵ ]               |
| «واقعا تموم نشده»                                       | کیتی پری داگنی میشل باز جیسون گیل جینو بارلتا هیلی وارنر آنتون زاسلاوسکی لیا هایوود دنیل جیمز                       | تک‌آهنگ بدون آلبوم                                       | ۲۰۱۹ | [ ۵۴ ]               |
| «وقتی دیگر چیزی نمانده»                                 | کیتی پری | کیتی هادسن                                              | ۲۰۰۱ | [ ۳۲ ]               |
| «هارلیز در هاوایی»                                      | کیتی پری یوهان کارلزسون چارلی پوث جیکوب هیندلین                                                                     | تک‌آهنگ بدون آلبوم                                       | ۲۰۱۹ | [ ۵۵ ]               |
| «هاکنسک»                                                | کریس کلینگوود آدام شلسینگر                                                                                          | ام‌تی‌وی آنپلاگد                                          | ۲۰۰۹ | [ ۶ ]                |
| «هرروز یک عید است»                                      | کیتی پری | تک‌آهنگ بدون آلبوم                                       | ۲۰۱۵ | [ ۵۶ ] [ ۵۷ ]        |
| «هی هی هی»                                              | کیتی پری مکس مارتین سیا فارلر علی پیامی سارا هادسون                                                                 | گواه                                                    | ۲۰۱۷ | [ ۳۴ ]               |
| «هیچوقت سفید نپوشیدم»                                   | کیتی پری | تک‌آهنگ بدون آلبوم                                       | ۲۰۲۰ | [ ۵۸ ]               |
| «هیولای خود من»                                         | کیتی پری | کیتی هادسن                                              | ۲۰۰۱ | [ ۳۲ ]               |
| «یک لیوان قهوه»                                         | کیتی پری گلن بالارد مت تیسون                                                                                        | یکی از پسرها                                            | ۲۰۰۸ | [ ۳۸ ]               |
| «یکی از پسرها»                                          | کیتی پری | یکی از پسرها                                            | ۲۰۰۸ | [ ۳۸ ]               |